# Lynne Beattie
Lynne Beattie (ur. 23 grudnia 1985 w Glasgow) – urodzona w Szkocji, siatkarka reprezentacji Wielkiej Brytanii. Gra na pozycji przyjmującej. Obecnie występuje w niemieckiej Bundeslidze, w klubie TV Fischbek Hamburg.

## Kluby
- Calcit Kamnik
- Cedat 85 San Vito (2010)
- TV Fischbek Hamburg (2010–2011)